# Lillestorm
Lillestorm är en serie av sällskapsspel för barn från 3 år, i Sverige utgivna av Egmont Kärnan. Två av spelen finns utgivna i Sverige, nämligen Lillestorm klär på sig och Lillestorm i badrummet. Spelen är skapade av den danske barnpedagogen Kristian Dreinoe, och på danska finns fem spel i serien. Spelen har även givits ut på engelska.
| Dansk titel                | Engelsk titel                | Svensk titel           |
| -------------------------- | ---------------------------- | ---------------------- |
| Lille Storm i Tøjskabet    | Little Storm in the Wardrobe | Lillestorm klär på sig |
| LilleStorm på badeværelset | Little Storm in the Bathroom | Lillestorm i badrummet |
| LilleStorm siger Godnat    | Little Storm at Bedtime      | -                      |
| LilleStorm på Tur          | Little Storm’s Daytrip       | -                      |
| LilleStorm laver Madpakker | Little Storm’s Lunchbox      | -                      |